# Имамгулиева, Фатьма Магаррам кызы
Фатьма Магаррам кызы Имамгулиева (азерб. Fatma Məhərrəm qızı İmamquliyeva; 15 июня 1926 года, Нахичеванская АССР — 29 июля 2002 года, Шахбузский район) — советский азербайджанский хлопковод, Герой Социалистического Труда (1950).

## Биография
Родилась 15 июня 1926 года в селе Шахбузкенд Нахичеванской АССР (ныне Шахбузский район Нахичеванской АР Азербайджана).
Начала трудовую деятельность звеньевой в колхозе «Коммунист» Шахбузского района. Позже председатель колхоза «Коммунист», звеньевая колхоза имени Низами. С 1950 года председатель Демирчинского сельского совета Ильичевского района. С 1973 года бригадир на колхозе имени Низами.
В 1949 году достигла высоких показателей сборки хлопка.
Указом Президиума Верховного Совета СССР от 12 июля 1950 года за получение высоких урожаев хлопка Имамгулиевой Фатьме Магаррам кызы присвоено звание Героя Социалистического Труда с вручением ордена Ленина и золотой медали «Серп и Молот».
Распоряжением Президента Азербайджанской Республики от 11 июня 2002 года, за большие заслуги в области науки и образования, культуры и искусства, экономики и государственного управления Азербайджана, Имамгулиевой Фатьме Магаррам кызы предоставлена персональная стипендия Президента Азербайджанской Республики.
Депутат Верховного Совета Азербайджанской ССР 3-го созыва
Скончалась 29 июля 2002 года в родном селе.